# 羅傑·馬紹爾
羅傑·馬紹爾（英語：Roger Marshall，1960年8月9日—）是美国宾夕法尼亚州的一位共和黨籍政治家。2016年，他當選為堪薩斯州第一國會選區的聯邦眾議員。2016年8月2日，他在共和黨內初選中戰勝了該選區現任議員蒂姆·許爾斯卡普。2021年起擔任堪薩斯州的聯邦參議員。